# Mardara
Mahoba là một chi bướm đêm thuộc họ Erebidae.